# Открытый чемпионат Италии по теннису 2014

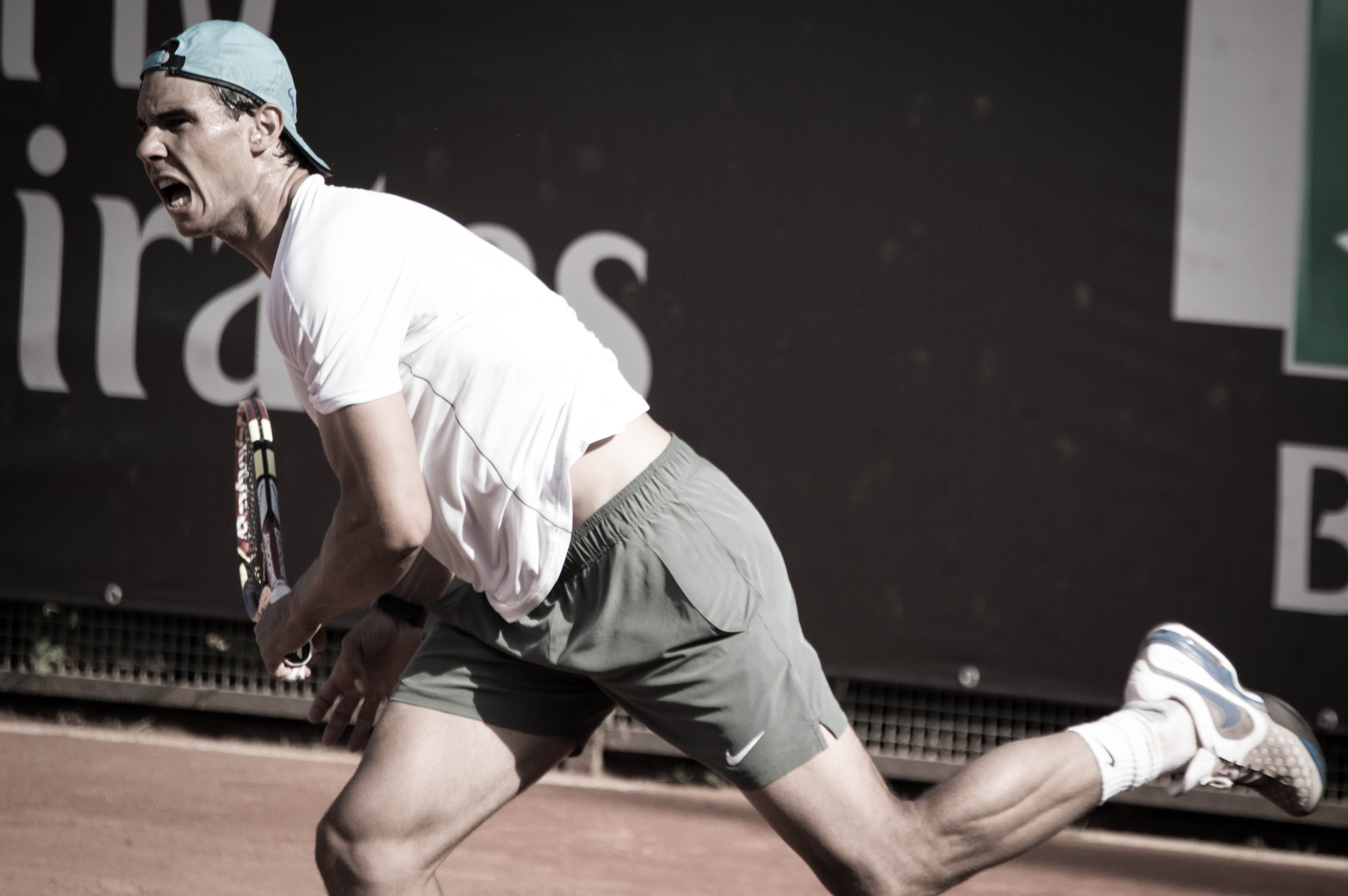
Победитель соревнований одиночного турнира у мужчин — Рафаэль Надаль

Открытый чемпионат Италии по теннису 2014 года — 71-й розыгрыш ежегодного профессионального теннисного турнира среди мужчин и женщин, проводящегося в итальянском городе Рим и являющегося частью тура ATP в рамках серии Masters 1000 и тура WTA в рамках серии Premier 5.
В 2014 году турнир прошёл с 11 по 18 мая. Соревнование продолжало околоевропейскую серию грунтовых турниров, подготовительную к майскому Roland Garros.
Прошлогодние победители:
- в мужском одиночном разряде —  Рафаэль Надаль
- в женском одиночном разряде —  Серена Уильямс
- в мужском парном разряде —  Боб Брайан и  Майк Брайан
- в женском парном разряде —  Се Шувэй и  Пэн Шуай

## Соревнования

### Мужчины. Одиночный турнир
Новак Джокович обыграл  Рафаэля Надаля со счётом 4-6, 6-3, 6-3.
- Джокович выигрывает 3-й титул в сезоне и 44-й за карьеру в основном туре ассоциации.
- Надаль уступает 3-й финал в сезоне и 28-й за карьеру в основном туре ассоциации.

### Женщины. Одиночный турнир
Серена Уильямс обыграла  Сару Эррани со счётом 6-3, 6-0.
- Уильямс выигрывает 3-й титул в сезоне и 60-й за карьеру в туре ассоциации.
- Эррани уступает 2-й финал в сезоне и 9-й за карьеру в туре ассоциации.

### Мужчины. Парный турнир
Ненад Зимонич /  Даниэль Нестор обыграли  Фелисиано Лопеса /  Робина Хасе со счётом 6-4, 7-6(2).
- Зимонич выигрывает 3-й титул в сезоне и 52-й за карьеру в основном туре ассоциации.
- Нестор выигрывает 4-й титул в сезоне и 85-й за карьеру в основном туре ассоциации.

### Женщины. Парный турнир
Квета Пешке /  Катарина Среботник обыграли  Сару Эррани /  Роберту Винчи на отказе соперниц при счёте 4-0 в свою пользу.
- Пешке выигрывает 2-й титул в сезоне и 27-й за карьеру в туре ассоциации.
- Среботник выигрывает 1-й титул в сезоне и 35-й за карьеру в туре ассоциации.